# Serenade (Wallace Collection)
Serenade is een Engels liedje van het Belgische collectief The Wallace Collection uit 1969.
Het nummer verscheen op de lp Serenade op het platenlabel Odeon.
De B-kant van de single ('70) was het liedje Walk On Out.

## Meewerkende artiesten
- Producers: 
  - David Mackay
- Muzikanten:
  - Christian Janssens (basgitaar)
  - Freddy Nieuland (drums)
  - Jaques Namotte (cello)
  - Marc Hérouet (piano en orgel)
  - Raymond Vincent (viool)
  - Sylvain Vanholme (gitaar en zang)